# The Crimson Ghost
The Crimson Ghost är en amerikansk kortfilmsserie i tolv episoder, producerade av Republic Pictures 1946.

## Handling
The Crimson Ghost planerar att stjäla en maskin som kan upptäcka och motverka atombomber och även kan stoppa alla elektriska apparater.

## Om filmen
Filmen spelades in den 26 mars–24 april 1946 i Occidental College och Iverson Ranch i Los Angeles. Den hade världspremiär i USA den 26 oktober samma år.

## Avsnitt
Filmen är uppdelad i tolv avsnitt. 
1. Atomic Peril
2. Thunderbolt
3. The Fatal Sacrifice
4. The Laughing Skull
5. Flaming Death
6. Mystery of the Mountain
7. Electrocution
8. The Slave Collar
9. Blazing Fury
10. The Trap That Failed
11. Double Murder
12. The Invisible Trail

## Rollista
- Charles Quigley – Duncan Richards
- Linda Stirling – Diana Farnsworth
- Clayton Moore – Louis Ashe
- Forrest Taylor – professor Van Wyck
- Sam Flint – Maxwell
- Joseph Forte – professor Parker
- Rex Lease – Bain

## Kuriosa
- The Misfits använder sig av titelfiguren "the Crimson Ghost" som sin maskot, och han figurerade i Iron Maidens musikvideor till låtarna från albumet The Number of the Beast.

### Webbkällor
- The Crimson Ghost på Internet Movie Database (engelska)